# Rafik Belhaj Kacem
Pour les articles homonymes, voir Belhaj et Kacem.
Rafik Belhaj Kacem, né le 6 avril 1949 à Béja, est un homme politique tunisien.

## Carrière
Il effectue ses études primaires et secondaires dans sa ville natale de Béja. Après l'obtention de son baccalauréat en 1968, il s'inscrit à l'université de Tunis où il obtient une licence en littérature en 1972, puis un diplôme complémentaire en philosophie en 1973.
Après avoir enseigné dans un lycée de Béja, il est nommé en 1980 comme directeur de l'Office de développement du Nord-Ouest, poste qu'il occupe pendant sept ans. De 1987 à 1988, il assure les fonctions de gouverneur de Kairouan. En 1991, il est nommé secrétaire d'État auprès du ministre de l'Intérieur chargé des Localités régionales et municipales ; il modernise la gestion des municipalités, contribue au développement régional et introduit le premier programme qui rend obligatoire le souci de l'environnement. En reconnaissance du travail accompli, il est nommé en février 1995 comme premier conseiller auprès du président de la République, puis en 2002 comme ministre-conseiller auprès du président de la République pour les affaires politiques. Il succède à Hédi M'henni, le 11 novembre 2004, au poste de ministre de l'Intérieur et du Développement local. Il est brièvement assisté début 2011 d'un secrétaire d'État, Mongi Chouchane.
À la suite de la révolution tunisienne de 2011 qui s'étend progressivement à travers le pays, le Premier ministre Mohamed Ghannouchi annonce son limogeage le 12 janvier 2011 ; Ahmed Friaâ le remplace.
Il est secrétaire général du comité de coordination de Béja dans les années 1980. Membre du bureau politique du Rassemblement constitutionnel démocratique, il est réélu membre de son Comité central lors du congrès du parti tenu en juillet 2008. Il est radié du parti le 18 janvier 2011.

## Procès
Placé en résidence surveillée, il est arrêté pour « répondre de graves soupçons qui pèsent sur lui » quinze jours après son limogeage et emprisonné à la prison de Mornaguia.  
Le 13 juin 2012, il obtient un non-lieu par le tribunal militaire du Kef pour son rôle dans la répression de janvier 2011 à Thala et Kasserine. Le 19 juillet, le tribunal militaire de Tunis le condamne à quinze ans de prison dans le plus grand procès des martyrs et blessés de la révolution, ceux du grand Tunis et de cinq autres gouvernorats, peine ramenée en appel à trois ans de prison le 12 avril 2014. Le 30 avril 2013, il est condamné à dix ans de prison pour homicide volontaire et tentative d'homicide volontaire dans l'affaire d'un martyr et de deux blessés du gouvernorat de Sfax. Le 8 mai 2014, il est libéré et hospitalisé dans une clinique à Tunis.
Le 20 novembre 2015, il est condamné à deux ans de prison ferme dans une affaire d'extorsion d'argent.